# Jan z Brienne

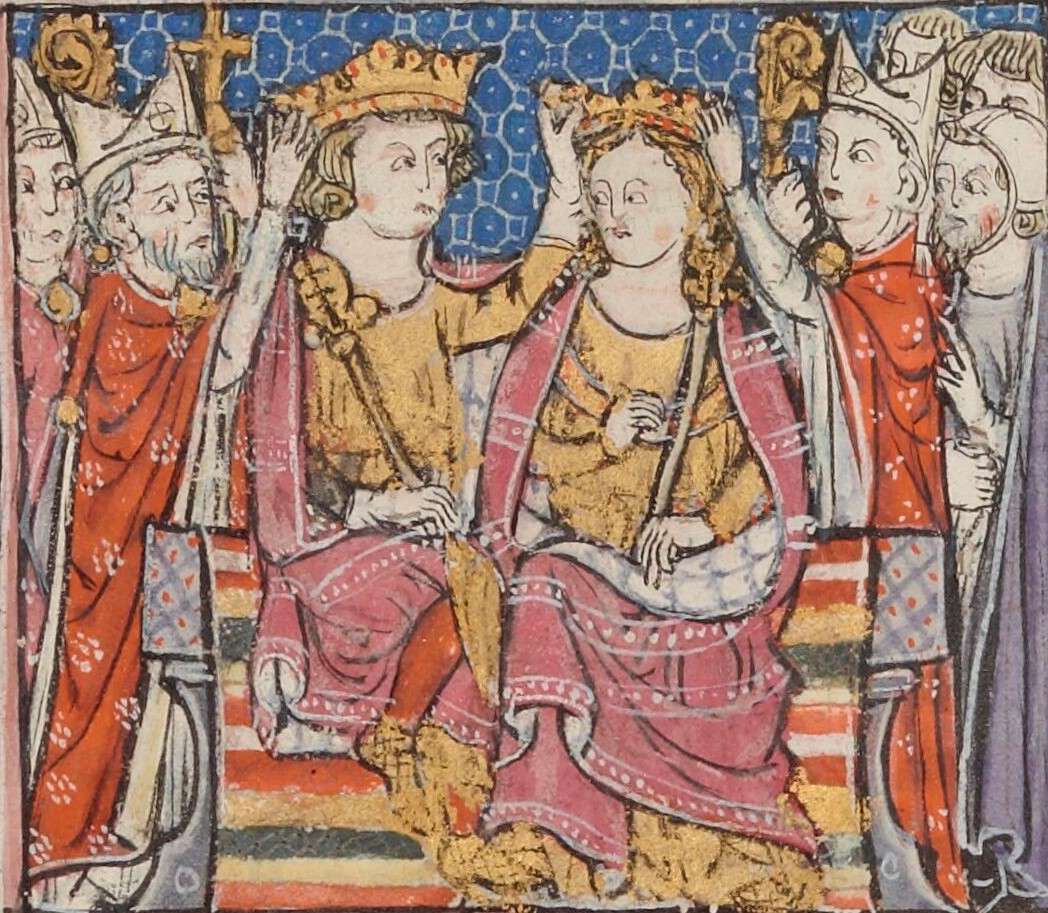
Korunovace Jana a Marie z Montferratu

Jan z Brienne (francouzsky Jean de Brienne, 1148? – 23. března 1237, Konstantinopol) byl králem jeruzalémským (1210–1212) a císařem-regentem latinským (1229–1237). Byl také předním účastníkem páté křížové výpravy.